# Jan Lamberts (1911-1990)

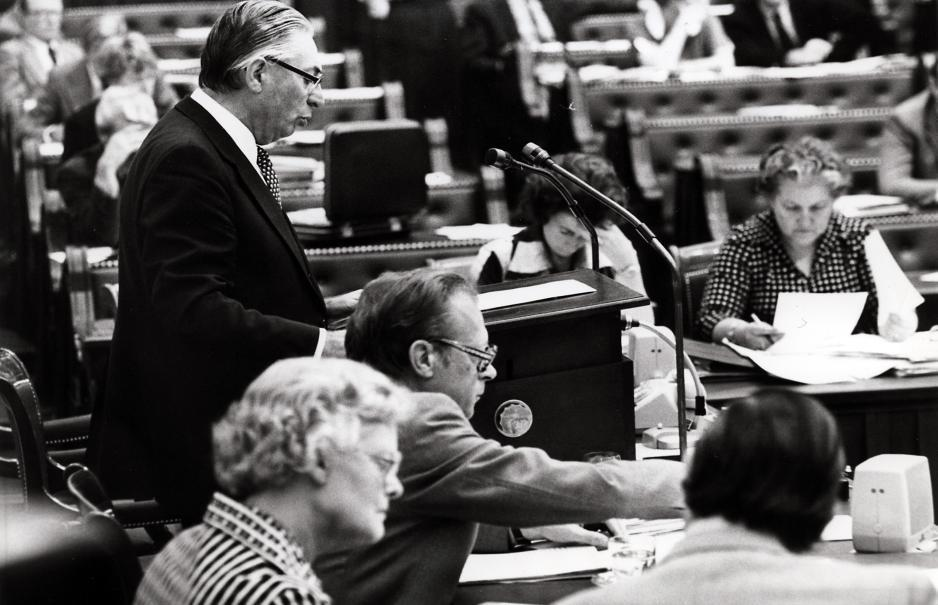
Lamberts tijdens de Kamerdebatten over de abortuskwestie (16 september 1976)

Johannes Hendrikus (Jan) Lamberts (Vriezenveen, 8 juli 1911 – Rotterdam, 16 februari 1990) was een Rotterdamse huisarts en daarnaast politicus. Hij was gemeenteraadslid voor de SDAP en de PvdA in Rotterdam, lid van de Tweede Kamer en Eerste Kamer voor die partij en hij heeft Nederland vertegenwoordigd in het Europees Parlement en daarna in de Parlementaire Vergadering van de Raad van Europa en de West-Europese Unie.
Zijn naam zal altijd verbonden blijven aan het in Nederland legaliseren van abortus, de Wet afbreking zwangerschap van 1981. Met Hein Roethof samen diende hij al in 1971 in de Tweede Kamer als lid voor de PvdA hierover een initiatiefwetsvoorstel in. Het werd in mei 1976 samengevoegd met een voorstel van de VVD'ers Els Veder-Smit en Aart Geurtsen. Toen werd het gezamenlijke voorstel in december van dat jaar nog door de Eerste Kamer verworpen. In 1981 haalde de wet uiteindelijk het Staatsblad.
Minder bekend is dat hij al vele jaren eerder, als gemeenteraadslid van Rotterdam, het initiatief nam om schoolkinderen melk te laten drinken (schoolmelk).
Hij trouwde in april 1939 met Wiebigje Schaap (1912-2001). Zij werkte volledig mee in de praktijk. Samen kregen ze twee zonen, van wie er één, Henk Lamberts (1940-2008), na een huisartsen-groepspraktijk hoogleraar huisartsgeneeskunde werd. Zijn andere zoon, Steven Lamberts (1944), werd hoogleraar inwendige geneeskunde en was van 8 november 2003 tot 31 augustus 2009 rector magnificus van de Erasmus Universiteit Rotterdam.

## Opleiding en werk
Na de Rijks HBS te Almelo heeft hij aan de Rijksuniversiteit Utrecht geneeskunde gestudeerd, waar hij op 14 oktober 1938 zijn artsexamen deed en op 17 juni 1947 promoveerde. Zijn proefschrift betrof "Onderzoek naar den voedingstoestand van Rotterdamsche schoolkinderen". Hij had vanaf 1939 zijn praktijk in een portiekwoning aan de Pleinweg 5 in Rotterdam, die hij in 1969 heeft overgedragen aan dokter Ineke van der Sar.

## Politieke carrière
- van 9 november 1945 tot 2 september 1946 lid tijdelijke gemeenteraad van Rotterdam voor de SDAP
- van 2 september 1946 tot 1 september 1970 lid gemeenteraad van Rotterdam voor de PvdA
- van 6 november 1956 tot 8 juni 1977 lid Tweede Kamer voor de PvdA en woordvoerder volksgezondheid voor die partij. Interpelleerde op 27 september 1960 de ministers Ch.J.M.A. van Rooy en A.C.W.Beerman over de Planta-affaire[6]
- van 20 september 1977 tot 10 juni 1981 lid Eerste Kamer voor de PvdA, gekozen door Groep IV: Zuid-Holland, en woordvoerder volksgezondheid voor de PvdA
- van 24 oktober 1977 tot 17 juli 1979 lid Europees Parlement (aangewezen door de Staten-Generaal)
- van 17 juli 1979 tot 1981 lid van de Parlementaire Vergadering van de Raad van Europa en de West-Europese Unie

In alle functies waarschuwde hij tegen de gevaren voor de volksgezondheid door o.a.:
- het leven onder permanente milieuvervuiling zoals de luchtverontreiniging in de Rijnmond
- besmetting van veevoer met de salmonella-bacterie en
- het gebruik van diergeneesmiddelen en hormoonpreparaten in de veehouderij

en was daarbij een pleitbezorger van de fluoridering van het drinkwater en mondverzorging

## Nevenfuncties
- Voorzitter sectie gezondheidszorg Wiardi Beckman Stichting
- lid hoofdbestuur Koninklijke Nederlandsche Maatschappij tot bevordering der Geneeskunst
- lid Centrale Commissie voor de Volksgezondheid
- lid Praeventiefonds
- lid Medisch tuchtcollege in eerste aanleg te 's-Gravenhage, omstreeks 1963
- lid van het bestuur van het Algemeen Ziekenfonds Rotterdam
- lid curatorium Stichting "Klinisch Hoger Onderwijs", omstreeks 1963, de voorloper van de Rotterdamse Medische faculteit
- lid algemeen bestuur Faculteit der Geneeskunde en Gezondheidswetenschappen te Rotterdam, omstreeks 1970
- vicevoorzitter van het Rotterdams Toneel en het Nieuw Rotterdams Toneel, omstreeks 1963 en nog in 1970
- lid stedenbouwkundige raad, Nederlands Instituut voor Ruimtelijke Ordening en Volkshuisvesting, omstreeks 1963 en nog in 1970
- mede-oprichter en lid van het bestuur van de Stichting voor Volkshuisvesting Tuinstad Zuidwijk
- voorzitter vaste commissie voor Volksgezondheid (Tweede Kamer der Staten-Generaal), van 23 oktober 1962 tot 8 juni 1973
- voorzitter bijzondere commissie voor het wetsontwerp (partiële) wijziging van de Krankzinnigenwet met betrekking tot de inbewaringstelling (Tweede Kamer), van 2 juli 1963 tot april 1970
- voorzitter bijzondere commissie voor het wetsontwerp Regelen met betrekking tot de handel in antibiotica, hormoonpreparaten etc. voor dieren (Tweede Kamer), van 2 juli 1963 tot juni 1964

## Decoraties
Dokter Lamberts ontving in 1967 en in 1970 de Wolfert van Borselenpenning van de stad Rotterdam. Hij werd op 29 april 1968 benoemd tot Ridder in de Orde van de Nederlandse Leeuw en in 1981 Commandeur in de Orde van Oranje-Nassau.
- Biografisch Portaal: 54462491
- Parlement.com: vg09ll2ng7px